# Festival Naga en Surin
El Festival Naga se realiza en torno a la celebración budista del Vesak en la Provincia de Surin, Tailandia. Se trata de un evento religioso centenario anual celebrado durante la luna llena del mes de mayo. El festival consiste en varias ceremonias y un desfile.

## Ceremonias y desfile
El personaje que representa a Naga en el desfile, es un hombre de unos 20 años con la cabeza afeitada y ropa de seda con camisa blanca con algodón de 7 colores y un Chada o corona) de plata en la cabeza. En la ceremonia de ordenación, el elefante lleva ropa de colores y el cuerpo dibujado.
El primer día, en cada casa se celebra una fiesta.
El día segundo, empieza el desfile. Antes de la procesión, todos tienen que caminar al río Ban Talu. Antes de caminar esto, los Nagas tienen que sentarse en la espalda de elefante. Los elefantes bajan al río para lavarse.
Después de esto, todos van a San Pa cam (en el idioma local Ya Ju), que es una ceremonia para pedir disculpas a lo sagrado y verter agua a los antepasados. En la ceremonia hay una figura masculina tratada como filósofo o sabio que actúa como líder. Se utiliza en esta ceremonia un pollo, una cabeza de un cerdo, una vela, un incienso, una flor y alcohol para santificar a los antepasados. Cada una de los Nagas tienen que traer una barbilla de un pollo para augurar el destino, por apropiárseles propiedades de adivinación.
Cuando terminan, caminan alrededor el pueblo y comienzan la música. El último día, se reúnen en el templo de Ta Kan y empiezan la ceremonia de Naga. Después de la ceremonia, los Nagas tienen que estar en un templo cerca del pueblo para hacer un pequeño retiro budista. Es una ceremonia religiosa para respetar a los padres.
- Datos: Q5861096